# Tirukkannapuram Vijayaraghavan
Tirukkannapuram Vijayaraghavan (em tâmil:  திருகண்ணபுரம் விஜயராகவன்) (30 de novembro de 1902 — 20 de abril de 1955) foi um matemático indiano.
Natural da região de Madras, trabalhou com Godfrey Harold Hardy na Universidade de Oxford na metade da década de 1920, quando trabalhou com os números de Pisot–Vijayaraghavan. Foi eleito membro da Academia de Ciências da Índia em 1934.
Vijayaraghavan foi amigo próximo de André Weil, com quem trabalhou na Aligarh Muslim University (AMU). Foi depois para a Universidade de Daca, protestando contra a demissão de Weil da AMU.
Vijayaraghavan provou um caso especial do teorema de Herschfeld sobre radicais aninhados:
{\displaystyle {\sqrt {a_{1}+{\sqrt {a_{2}+{\sqrt {a_{3}+{\sqrt {a_{4}+\cdots }}}}}}}}}
converge se e somente
{\displaystyle {\overline {\lim }}(\log a_{n})/2^{n}<+\infty .}